# MV Akademik Chokalski
Le MV Akademik Chokalski (en russe : Академик Шокальский) est un navire renforcé pour la glace ex-soviétique de classe Akademik Shuleykin, puis russe pour servir de navire océanographique et de croisière.

## Histoire
Initialement construit en Finlande en 1982 pour être un navire océanographique pour la Marine soviétique, il a été converti en 1998 pour le tourisme dans l'Arctique et l'Antarctique. D'une capacité de 54 passagers, il est actuellement exploité par Aurora Expeditions, un croisiériste australien.
Il porte le nom de l'océanographe Iouli Chokalski.
Fin 2013 début 2014, le navire réalise une expédition-croisière organisée par le climatologue Chris Turney de l'université de Nouvelle-Galles du Sud sur les traces de l'expédition antarctique australasienne (1911-1914) de Douglas Mawson. Le brise-glace se retrouve bloqué dans les glaces de la baie du Commonwealth une dizaine de jours avec 52 passagers à son bord. Plusieurs autres navires brise-glace — le chinois Xue Long, le français L'Astrolabe et l'australien Aurora-Australis notamment — sont déroutés pour l'aider et les passagers sont finalement évacués par voie aérienne grâce à un hélicoptère embarqué sur le Xue-Long. La communauté scientifique s'émeut des opérations de secours qui, par le déroutage des navires, mettent en péril plusieurs importants programmes de recherche en Antarctique.